# مرلي غريني روبرتسون
مرلي غريني روبرتسون (بالإنجليزية: Merle Greene Robertson)‏ هي عالمة آثار أمريكية، ولدت في 30 أغسطس 1913 في مايلز سيتي في الولايات المتحدة، وتوفيت في 22 أبريل 2011 في سان فرانسيسكو في الولايات المتحدة.